# Jack Cropp
John Urquhart „Jack“ Cropp (* 23. Mai 1927 in Hokitika; † 25. Juni 2016 in Tākaka) war ein neuseeländischer Segler.

## Erfolge
Jack Cropp nahm an den Olympischen Spielen 1956 in Melbourne mit Peter Mander in der Bootsklasse Sharpie teil und wurde in dieser Olympiasieger. Zwar waren sie nach der letzten Wettfahrt zunächst auf dem zweiten Gesamtrang klassifiziert, nach einem Protest der französischen Crew wurden die topplatzierten Australier jedoch für das letzte Rennen disqualifiziert. Die beiden Neuseeländer waren somit punktgleich mit den Australiern John Scott und Rolly Tasker, hatten aber drei der sieben Wettfahrten gewonnen, wohingegen die Australier nur zwei Siege einfahren konnten. Aufgrund der größeren Anzahl an gewonnenen Wettfahrten erhielten Mander und Cropp die Goldmedaille, während Scott und Tasker Silber erhielten. Es war die erste olympische Goldmedaille für Neuseeland im Segelsport.
1990 wurden Cropp und Mander in die New Zealand Sports Hall of Fame aufgenommen.